# Осипян, Лия Левоновна
Лия Левоновна Осипян (арм. Լիա Լևոնի Օսիպյան; род. 15 января 1930, Ереван, Армянская ССР) — армянский ботаник и физиолог растений, педагог, академик Национальной академии наук Республики Армения (1996, чл.-корр. с 1986), заведующая кафедрой ботаники биологического факультета Ереванского государственного университета. Заслуженный деятель науки Армянской ССР (4 декабря 1981).

## Биография
Родилась 15 января 1930 года.
- 1952 — окончила Ереванский государственный университет.
- 1952—2005 — ассистент, преподаватель, доцент, заведующая кафедрой ботаники биологического факультета Ереванского государственного университета.
- 1958 — кандидат биологических наук.
- 1970 — доктор биологических наук.
- 1986 — член-корреспондент Академии наук Армянской ССР.
- 1996 — академик НАН РА.

## Основные труды
- Осипян Л. Л. Микобиота Армении. Том VIII. — Ереван: Изд. ЕГУ, 2013. — 302 с.
- Осипян Л. Л. К вопросу о развитии мучнистой росы на плодах персика. —  Биолог. журн. Армении. — 2008, 60, 3. С. 63-67.
- Нанагюлян С. Г., Осипян Л. Л. . Конспект макроскопических грибов Армении. Гастеромицеты. — Ереван: Изд-во ЕГУ, 2000. — 52 с.
- Канчавели Л. А., Осипян Л. Л., Канчавели Л. А., Ахундов Т. М. . Определитель грибов Закавказья. Пероноспоровые грибы. — Ереван: Изд. ЕГУ, 1985. — 287 с.
- Осипян Л. Л. . Микофлора Армянской ССР, т. III. Гифальные грибы. — Ереван: Изд. ЕГУ, 1975. — 643 с.
- Осипян Л. Л. . Микофлора Армянской ССР, т. I. Пероноспоровые грибы. — Ереван: Изд. «Митк», 1967. — 255 с.
- Осипян Л. Л. . Паразитные гифальные грибы Армянской ССР. — Ереван: Изд. ЕГУ, 1962. — 206 с.
- Azimi H., Osipyan L. Effect of Media and Temperature on Conidia germination and Colony growth of Septoria appicola and S. petroselini. Casual organisms of Celery and Parsley Leaf spot. — Electronic journal of Natural Scienses NAS RA — N 2 (15), 2010, 8-11.